# 拉斯玛·卡尤
拉斯玛·卡尤（英語: Rasma Kaju),（婚前姓Treigūte，于1934年7月31日出生在艾兹普泰，1995年7月18日逝世）曾是一名外科医生，并长期就职于利耶帕亚医学院，她担任利耶帕亚医学院的校长的同时也是一名教授。

## 生平
拉斯玛卡尤曾唤名拉斯玛特·雷古特，于1934年7月31日出生在艾兹普泰。1952年毕业于艾兹普泰中学。毕业于艾兹普泰音乐学院。1958年，她以优异的成绩从里加医学院毕业。被保送至利耶帕亚市立医院担任外科医生。在1963年至1992年期间，她曾担任利耶帕亚医学院的院长。同时，她在旧里亚帕耶综合诊所担外科医生。
她曾在里耶帕伊医学院与该市最受欢迎的医生埃隆（Elgons Auders）和伊尔加·奥黛丽(Ilga Audere)，艾尔莎 (Ilza Grase)和布鲁诺盖希(Bruno Grasis)，康斯坦丁泽马特-德奇切维思(Konstantīns Žemaitis – Dzicēvičs)，奥拉马特韦耶娃(Alla Matvejeva)， 古纳尔沃尔斯特（GunārsValters）西奥多斯恩尼斯 （Teodors Eniņš）伊莲娜(Irēna Treilone) 安德利·克里斯顿森（Andris Kristsons）耶琳娜·德奇切维思（Jeļena Dzicēviča）等人一起工作。此外，卡尤也积极参与到教学工作中，指导学生进行外科手术，患者护理，甚至是解剖学，拉丁语等。由于一些学科因某些原因暂时缺少专业的任课教师。她从利耶帕亚教育学院邀请了一些医学有间接联系的学科的老师去任教。
1995年6月18日逝世于里加，葬在爱斯普特（Aizpute）的米辛卡林斯（Misiņkalns）公墓。作曲家马里斯·拉斯马尼斯（Māris Lasmanis）于2020年夏天为纪念拉斯玛卡尤（Rasma Kaju）创作了钢琴和萨克斯管乐曲并命名为“女人和玫瑰”(Sieviete un roze)。

## 私人生活
曾与伊洛·卡尤结婚，膝下有两个儿子，体育老师安德里斯·卡朱（Andris Kaju）和外科医生奥列夫斯·卡朱（Olevs Kaju）。拉斯玛卡尤（出生时为Treigute），照片拍摄于60年代。照片取自伊万卡尤（Ivo Kaju）的个人档案。其作者不详。